# The Message (album Grandmaster Flash and The Furious Five)
The Message è il primo album dei Grandmaster Flash and The Furious Five, pubblicato nel 1982 su etichetta Sugar Hill Records.

## Il disco
Influenzato da grandi visionari come Gil Scott-Heron e The Last Poets, questo album seminale del movimento hip-hop è notevole sotto diversi punti di vista: musicalmente stabilisce decisamente tecniche caratteristiche come scratch e turntablism e, soprattutto, ideologicamente parlando, è il primo a introdurre rap politicamente impegnato, criticando le condizioni di vita nei ghetti delle principali città americane.
Oltre a pezzi più convenzionali e soul pop come Dreamin' (che vede la partecipazione di Stevie Wonder) e You Are, il disco contiene il grande successo rap omonimo The Message, traccia famosa per essere tra le prime a parlare dei problemi e della frustrazione della vita nel ghetto, oltre a The Adventures of Grandmaster Flash on the Wheels of Steel (non inclusa nella versione originale statunitense dell'album, ma solo in quella britannica), pezzo praticamente strumentale dove vengono usati campionamenti di Good Times degli Chic, Rapture dei Blondie e Another One Bites the Dust dei Queen.

### Pubblicazione
The Message fu pubblicato nell'ottobre 1982 dalla Sugar Hill Records. Fu l'unico album pubblicato dalla formazione originale della band. L'album raggiunse la posizione numero 53 negli Stati Uniti e la 77 nel Regno unito.

### Accoglienza
| Recensione                         | Giudizio |
| ---------------------------------- | -------- |
| AllMusic                           | [ 7 ]    |
| Christgau's Record Guide: The '80s | A–       |
| Encyclopedia of Popular Music      | [ 9 ]    |
| The New Rolling Stone Album Guide  | [ 6 ]    |
| Pitchfork                          | 6.4/10   |
| Tom Hull – on the Web              | A–       |

Recensendo il disco nel dicembre 1982 per The New York Times, lo scrittore Robert Palmer definì The Message l'album migliore dell'anno e spiegò che mentre l'emergente genere rap era spesso criticato per essersi limitato a "vantarsi e vantarsi", The Message era differente: «È un ritratto grintoso, schietto e vividamente cinematografico della vita di strada nel ghetto nero... il realismo sociale raramente ha funzionato bene in un contesto di musica pop, ma The Message è un grido di frustrazione e disperazione assolutamente convincente che non può essere ignorato». Robert Christgau classificò The Message il 21º miglior album del 1982 nel sondaggio annuale sul The Village Voice. In Christgau's Record Guide: The '80s (1990), egli scrisse che, sebbene She's Fresh sia "l'unica traccia instant killer" dell'album, ogni canzone "tenta di sperimentare qualcosa".
Secondo il giornalista musicale Tom Breihan, The Message è "un'affascinante capsula del tempo dei primi tentativi del rap con il formato album" ma anche "una svolta artistica a tutto tondo, un album rap che si è guadagnato il rispetto alle sue stesse condizioni". In una recensione retrospettiva, Ron Wynn di AllMusic lo definì "il picco assoluto" di Grandmaster Flash and the Furious Five, citando la title track dell'album come pezzo forte. Miles Marshall Lewis, recensendo l'album nella The New Rolling Stone Album Guide (2004), citò il brano The Adventures of Grandmaster Flash on the Wheels of Steel come il "fondatore" e "l'unico esempio del primo periodo della capacità di Flash di creare e mandare in frantumi gli stati d'animo, con i suoi giradischi e fader che scorrono attraverso un collage di almeno 10 dischi che suonano come centinaia." Mark Richardson di Pitchfork disse che The Message contiene "due canzoni assolutamente essenziali": la title track e Scorpio. Tuttavia, scrisse anche che il resto delle canzoni sono inferiori. L'album è stato incluso nel libro 1001 Albums You Must Hear Before You Die.

## Tracce
1. She's Fresh – 4:57 (Edwards, Knight)
2. It's Nasty – 4:19 (Frantz, Weymouth)
3. Scorpio – 4:55 (Glover, Williams, Wiggins, Morris)
4. It's a Shame – 4:57 (Wonder, Wright, Garrett, Harmon, Lloyd, Knight)
5. Dreamin' – 5:47 (Henry)
6. You Are – 4:51 (Grandmaster Flash and The Furious Five)
7. The Message – 6:31 (Fletcher, Glover, Chase, Robinson)
8. The Adventures of Grandmaster Flash on the Wheels of Steel (traccia aggiuntiva LP UK 1982) – 7:11 (Grandmaster Flash, Robinson, Chase, Wright, O'Brien, Cook, Glover, Jackson, Chisolm, Brown, Rodgers, Edwards, Deacon, Stain, Harry)

### Campionamenti
She's Fresh
- It's Just Begun di The Jimmy Castor Bunch
- The Lovomaniacs di Boobie Knight

It's Nasty
- Genius of Love dei Tom Tom Club

It's a Shame
- Mt. Airy Groove dei Pieces of A Dream

The Adventures of Grandmaster Flash on the Wheels of Steel
- Good Times degli Chic
- Apache di The Incredible Bongo Band
- Rapture dei Blondie
- Another One Bites the Dust dei Queen
- 8th Wonder dei The Sugarhill Gang
- Monster Jam dei Sequence
- Glow of Love dei Change
- Life Story dei The Hellers

## Curiosità
- The Message fa parte della colonna sonora del videogioco GTA Vice City, mentre Scorpio è contenuta in Need for Speed: Carbon.